# Barns behov i centrum
Barns behov i centrum, BBIC, är ett verksamhetssystem som Socialtjänsten i Sverige använder sig av i utredning av barns sociala situation samt vid uppföljning av barnets situation då det finns insatser från socialtjänsten. Genom att tillämpa BBIC vill man stärka barnets situation i den sociala barnavården, förbättra samarbete kring barnet mellan familj, vårdgivare och det sociala nätverket, få en mer strukturerad handläggning och genom nationell enighet i utredning, planering och uppföljning stärka rättssäkerheten och kvaliteten.
BBIC bygger på idéer från England. 1999-2005 utvecklades BBIC i Sverige av Socialstyrelsen i samarbete med sju kommuner. Man utgår också från standardiserade formulär och stöddokument. Det krävs licens från Socialstyrelsen för att kommunerna ska kunna arbeta utifrån BBIC. Sedan 2006 har de flesta av Sveriges kommuner påbörjat arbetet med att införa verksamhetssystemet BBIC.
Metoden utgår främst från den så kallade BBIC-triangeln, vars tre sidor är "Barnets behov", "Föräldrarnas förmåga" och "Familj och miljö". "Barnets behov" är uppdelad i sju behovsområden. Dessa är hälsa, utbildning, känslo- och beteendemässig utveckling, identitet, familj- och sociala relationer, socialt uppträdande samt klara sig själv. "Föräldrarnas förmåga" är indelat i sex områden; grundläggande omsorg, säkerhet, känslomässig tillgänglighet, stimulans, vägledning och gränssättning samt stabilitet. "Familj och miljö" omfattar följande områden: familjens bakgrund och situation, familjenätverk, ekonomi, boende, arbete, social integrering samt lokalsamhällets resurser.

## Historia
Idén med BBIC:s utbildare har inspirerats av att utvecklingsarbete i Storbritannien. Department of Health i Storbritannien initierade ett forsknings- och utvecklingsarbete som visade på sju grundläggande behovsområden för barn. Under 1990-talet utvecklades ”Looking After Children System” – LACS, samt utredningssystemet ”Assessment Framework for Children in Need and their Families”, utifrån dessa behovsområden. I utredningssystemet skapades det en triangel där en sida visar barnens behov, en sida föräldrarnas förmåga samt faktorer i familj och miljö i triangelns bas.  
Triangeln används för informationsinsamling under utredningar eller uppföljning för barn i den sociala barnavården. Barnets situation ska bedömas utifrån de tre sidorna som alla påverkar barnets förutsättningar för utveckling. Barnens behovsområden ska inte uppfattas som helt separerade från varandra då de både samspelar och går in i varandra. De behöver också åldersanpassas då samtliga behovsområden inte är aktuella för alla åldrar. Detta gäller även föräldraförmågorna. I England togs triangeln och grundprinciperna emot positivt av socialarbetarna och integrerades i verksamheterna. Formulären upplevdes dock byråkratiska, omfattande och svåra att fylla i. Brittiska utvärderingar har visat att en viktig faktor för att formulären skulle användas var socialarbetarnas egen förståelse och utbildning i systemet.
I Sverige utvecklades BBIC av Socialstyrelsen. För att kunna bibehålla en viss kvalité och standard måste man som utförare inneha en licens från Socialstyrelsen för att kunna arbeta och utreda utifrån BBIC. På senare tid har de flesta av Sveriges kommuner påbörjat processen med att införa BBIC och säkerställa att anställda både får intern och extern handledning samt utbildning för att ha tillstånd att jobba med BBIC. 

## Utreda utifrån BBIC
Att utreda utifrån BBIC innebär ett förändrat sätt för socialsekreterare att genomföra utredningar jämfört med tidigare. Fokus i utredningarna ligger på att få en beskrivning av barnets situation utifrån barnets behov och på vilket sätt de blir tillgodosedda av föräldrar eller andra personer i barnets miljö. Inom varje område ska barnets, vårdnadshavares och övrigas uppfattning återges samt socialtjänstens egna iakttagelser. Utredningen ska i möjligaste mån göras i samarbete med barnet och föräldrarna så att de görs delaktiga men också blir informerade under hela utredningsprocessen.
När man utreder privatpersoner som strävar efter att bli godkända som familjehem utgår man ofta från BRA-Fam och BBIC. BRA-Fam använder man mest för att få grundläggande information om den sökande och BBIC används som ett mer djupgående verktyg där en komplett utredning av den sökande ska ske.
I en utredningen ska såväl resurser som brister beskrivas som har identifierats hos familjen eller i omgivningen. Efter informationsinsamlingen i en utredning ska materialet analyseras och bedömas. I BBIC skiljs analys från bedömning och innebär därmed olika moment i utredningen. En analys ska besvara den frågeställning som utredningen utgick ifrån. Ytterst handlar det om barnets behov av skydd eller stöd från socialtjänsten.
En viktig fråga att ta ställning till är om den information som samlats in är tillräcklig för att kunna avgöra om barnet har behov av skydd eller stöd och att göra en analys av vilka konsekvenser det blir för barnet om inte insatser ges. En utrednings bedömning ska överväga om det finns behov hos barnet som kräver insatser från socialtjänsten för att de ska tillgodoses. I bedömning av insatser ska barnets bästa vara utgångspunkten och det ska det även framgå vilka intressen och önskemål som barnet har - alltså vad barnet prioriterar högst. 